# Brevipalpus spitzeri
Brevipalpus spitzeri är en spindeldjursart som beskrevs av Baker och James P. Tuttle 1987. Brevipalpus spitzeri ingår i släktet Brevipalpus och familjen Tenuipalpidae. Inga underarter finns listade.